# Суворово (Кривой Рог)
Суворово (имени Суворова, укр. Суворове) — исторический район, жилой массив в Долгинцевском районе города Кривой Рог Днепропетровской области Украины.

## История
Заложен в 1930-х годах.
Развитие получил в 1970—1980-х годах.

## Характеристика
На севере граничит с Долгинцево, на юго-востоке — с районом Зализничное.
Состоит из 25 улиц. Состоит из 1996 частных домов, в которых проживает 4875 человек.